# John Mellberg
John Mellberg (* 30. Juli 2006 in Birmingham, England) ist ein schwedischer Fußballspieler.

## Karriere

### Verein
Mellberg begann seine Karriere beim IF Brommapojkarna. Zur Saison 2023 rückte er in den Profikader des Erstligisten, zu einem Einsatz sollte er aber nie kommen. Im Juni 2023 wechselte er zum österreichischen Bundesligisten FC Red Bull Salzburg, bei dem er einen bis 2026 laufenden Vertrag erhielt. In Salzburg sollte er aber zunächst für das zweitklassige Farmteam FC Liefering spielen.
Sein Debüt in der 2. Liga gab er im Juli 2023, als er am ersten Spieltag der Saison 2023/24 gegen den FC Dornbirn 1913 in der Startelf stand. In seiner ersten Spielzeit bei Liefering kam der zu zehn Zweitligaeinsätzen. Im August 2024 debütierte er gegen den FC Blau-Weiß Linz für die erste Mannschaft von Red Bull in der Bundesliga.

### Nationalmannschaft
Mellberg debütierte im Oktober 2022 für die schwedische U-17-Auswahl.

## Persönliches
Sein Vater Olof (* 1977) war ebenfalls Fußballspieler.